# Elecciones parlamentarias de Chile de 1932
Las elecciones parlamentarias de 1932, correspondientes al período 1933-1937, se realizaron en conjunto con la elección presidencial ante la disolución del Congreso Termal de 1930, formado por el gobierno del general Carlos Ibáñez del Campo, y el retorno a la democracia propiciado por el presidente de la Corte Suprema, Abraham Oyanedel, quien tomó el mando de la nación para convocar a las elecciones presidenciales donde triunfaría nuevamente Arturo Alessandri Palma y legislativas, con gran triunfo de las fuerzas tradicionales.
En la oportunidad se escogieron los 45 escaños senatoriales, renovando por completo el sistema legislativo viciado dejado por el Congreso Termal y la posterior irrupción revolucionaria del socialismo. Sin embargo, estos senadores fueron elegidos por períodos diferentes, algunos duraron 8 años y otros 4, para renovarlos por mitades cada cuatro años como exigía la norma constitucional.

## Elección de laCámara de Diputados

### Resultados
| Partido                                                                 | Sigla                 | Votos   | %     | Dip. |
| ----------------------------------------------------------------------- | --------------------- | ------- | ----- | ---- |
| Partido Conservador                                                     | PCon                  | 58 499  | 17,91 | 34   |
| Partido Radical                                                         | PR                    | 55 579  | 17,01 | 34   |
| Independientes                                                          | Ind.                  | 33 116  | 10,14 | 4a   |
| Partido Liberal                                                         | PL                    | 32 236  | 9,87  | 18   |
| Partido Democrático                                                     | PDo                   | 23 948  | 7,33  | 13   |
| Partido Demócrata                                                       | PDa                   | 21 609  | 6,61  | 7    |
| Partido Radical Socialista                                              | PRS                   | 18 140  | 5,55  | 8    |
| Partido Liberal Unido                                                   | PLU                   | 17 697  | 5,42  | 6    |
| Nueva Acción Pública                                                    | NAP                   | 9760    | 2,99  | 3    |
| Partido Social Republicano                                              | PSRp                  | 8419    | 2,57  | 4    |
| Partido Agrario                                                         | PA                    | 6580    | 2,01  | 4    |
| Partido Liberal Doctrinario                                             | PLDo                  | 5173    | 1,58  | 2    |
| Partido Socialista Unificado                                            | PSU                   | 4058    | 1,24  | 1    |
| Asociación Gremial de Empleados de Chile                                | AGECh                 | 3305    | 1,01  | 1    |
| Partido Socialista de Chile                                             | PS                    | 3245    | 0,99  | 1    |
| Partido Demócrata Socialista                                            | PDS                   | 3029    | 0,92  |      |
| Unión Socialista Republicana                                            | USR                   | 2336    | 0,71  |      |
| Partido Radical Independiente                                           | PRI                   | 2311    | 0,70  |      |
| Partido Liberal Democrático                                             | PLD                   | 1686    | 0,51  | 1    |
| Partido Social Unificado                                                | PSUn                  | 1293    | 0,39  |      |
| Confederación Nacional de Cooperativas de Chile                         | CNCCh                 | 1184    | 0,36  |      |
| Partido Social Demócrata                                                | PSD                   | 1109    | 0,34  |      |
| Sindicato Profesional de Dueños de Autobuses de Santiago                | SPDAS                 | 1051    | 0,32  |      |
| Cooperativa de Edificación Carrera                                      | CEC                   | 1004    | 0,31  |      |
| Sindicato Profesional de Empleados de Comercio Minorista                | SPECM                 | 981     | 0,30  |      |
| Partido Liberal Democrático de Izquierda                                | PLDI                  | 964     | 0,29  |      |
| Movimiento Nacional Socialista de Chile                                 | MNS                   | 961     | 0,29  |      |
| Cooperativa de Choferes Manuel Montt                                    | CCMM                  | 865     | 0,26  |      |
| Hogar Democrático                                                       | HD                    | 777     | 0,24  |      |
| Partido Social Constitucional                                           | PSC                   | 751     | 0,23  |      |
| Confederación Republicana de Acción Cívica                              | CRAC                  | 731     | 0,22  |      |
| Sindicato Profesional de Inspectores de Tranvías                        | SPIT                  | 594     | 0,18  |      |
| Partido Obrero Socialista                                               | POS                   | 565     | 0,17  |      |
| Unión Socialista de Chile                                               | US                    | 557     | 0,17  |      |
| Partido Socialista Constitucional                                       | PSoC                  | 540     | 0,16  |      |
| Sindicato Industrial Simonetti y Fosatti                                | SISF                  | 436     | 0,13  |      |
| Partido Laborista                                                       | PLab                  | 434     | 0,13  |      |
| Partido Social Laborista                                                | PSL                   | 323     | 0,10  |      |
| Partido Liberal Democrático Socialista                                  | PLDS                  | 310     | 0,09  |      |
| Partido Socialista Doctrinario                                          | PSDo                  | 244     | 0,07  |      |
| Partido Gremial Socialista                                              | PGS                   | 232     | 0,07  |      |
|                                                                         |                       |         |       |      |
| Votos válidos                                                           | Votos válidos         | 326 632 | 99,83 |      |
| Votos nulos y blancos                                                   | Votos nulos y blancos | 550     | 0,17  |      |
| Sufragios emitidos                                                      | Sufragios emitidos    | 327 182 | 100   | 142  |
| Votantes registrados                                                    | Votantes registrados  | 429.772 | 76,13 |      |
| Fuente: Dirección del Registro Electoral. a Incluye 1 diputado del PRM. |                       |         |       |      |

### Listado de diputados 1933-1937
| Departamentos                             | N.º | Diputado                           | Partido |
| ----------------------------------------- | --- | ---------------------------------- | ------- |
| Arica Tarapacá Pisagua                    | 1   | Carlos Muller Rivera               | PRS     |
| Arica Tarapacá Pisagua                    | 2   | Ernesto Torres Galdamez            | PRS     |
| Arica Tarapacá Pisagua                    | 3   | Humberto Arellano Figueroa         | PRS     |
| Arica Tarapacá Pisagua                    | 4   | Luis Bustamante Cordero            | PRS     |
| Tocopilla Antofagasta Taltal              | 5   | Jorge Parodi Blayfus               | PRS     |
| Tocopilla Antofagasta Taltal              | 6   | Juan de Dios Valenzuela            | PRS     |
| Tocopilla Antofagasta Taltal              | 7   | Pedro Eduardo González García      | PRS     |
| Tocopilla Antofagasta Taltal              | 8   | Miguel Ángel Concha Muñoz          | PR      |
| Tocopilla Antofagasta Taltal              | 9   | Pedro Opitz Velásquez              | PR      |
| Tocopilla Antofagasta Taltal              | 10  | Edmundo Fuenzalida Espinoza        | PL      |
| Tocopilla Antofagasta Taltal              | 11  | José Vega Díaz                     | Ind     |
| Copiapó-Freirina Chañaral-Huasco          | 12  | Arturo Hiparco Lois Fraga          | PR      |
| Copiapó-Freirina Chañaral-Huasco          | 13  | Isauro Torres Cereceda             | PR      |
| La Serena Elqui Coquimbo                  | 14  | Gabriel González Videla            | PR      |
| La Serena Elqui Coquimbo                  | 15  | Pedro Enrique Alfonso Barrios      | PR      |
| La Serena Elqui Coquimbo                  | 16  | Humberto Álvarez Suárez            | PR      |
| Ovalle Combarbalá Illapel                 | 17  | Félix Elorza Monardes              | PL      |
| Ovalle Combarbalá Illapel                 | 18  | Domingo Núñez Galeno               | PL      |
| Ovalle Combarbalá Illapel                 | 19  | Hugo Alejandro Zepeda Barrios      | PL      |
| Ovalle Combarbalá Illapel                 | 20  | Jorge Pérez Gacitúa                | PCon    |
| Petorca La Ligua                          | 21  | Eugenio Torres Larrañaga           | PCon    |
| Petorca La Ligua                          | 22  | Benigno Acuña Robert               | PL      |
| Petorca La Ligua                          | 23  | Samuel Guzmán García               | PL      |
| San Felipe Putaendo Los Andes             | 24  | Rafael Pinochet Alvis              | PL      |
| San Felipe Putaendo Los Andes             | 25  | José Manuel Ríos Arias             | PL      |
| San Felipe Putaendo Los Andes             | 26  | Gustavo Rivera Baeza               | PL      |
| Valparaíso Quillota Casablanca Limache    | 27  | Enrique Aguirre Pinto              | AGECh   |
| Valparaíso Quillota Casablanca Limache    | 28  | Manuel Nieto Cacciuttolo           | Ind     |
| Valparaíso Quillota Casablanca Limache    | 29  | Hipólito Verdugo Espinoza          | NAP     |
| Valparaíso Quillota Casablanca Limache    | 30  | Manuel Muñoz Cornejo               | PCon    |
| Valparaíso Quillota Casablanca Limache    | 31  | Pablo Grossert                     | PCon    |
| Valparaíso Quillota Casablanca Limache    | 32  | Efraín Urrutia                     | PR      |
| Valparaíso Quillota Casablanca Limache    | 33  | Elodoro Guzmán Figueroa            | PR      |
| Valparaíso Quillota Casablanca Limache    | 34  | Humberto Casali Monreal            | PS      |
| Valparaíso Quillota Casablanca Limache    | 35  | Ismael Carrasco Rábago             | PSRp    |
| 1.er. Distrito Metropolitano: Santiago    | 36  | Augusto Drien Baffoué              | Ind     |
| 1.er. Distrito Metropolitano: Santiago    | 37  | Andrés Escobar Díaz                | Ind     |
| 1.er. Distrito Metropolitano: Santiago    | 38  | Carlos Alberto Martínez            | NAP     |
| 1.er. Distrito Metropolitano: Santiago    | 39  | Carlos Estévez Gazmuri             | PCon    |
| 1.er. Distrito Metropolitano: Santiago    | 40  | Jenaro Prieto Letelier             | PCon    |
| 1.er. Distrito Metropolitano: Santiago    | 41  | Pablo Larraín Tejada               | PCon    |
| 1.er. Distrito Metropolitano: Santiago    | 42  | Lindor Pérez Gacitúa               | PCon    |
| 1.er. Distrito Metropolitano: Santiago    | 43  | Enrique Cañas Flores               | PCon    |
| 1.er. Distrito Metropolitano: Santiago    | 44  | Nicasio Retamales                  | PDa     |
| 1.er. Distrito Metropolitano: Santiago    | 45  | Luis Mardones Guerrero             | PDa     |
| 1.er. Distrito Metropolitano: Santiago    | 46  | Pedro Cárdenas Núñez               | PDo     |
| 1.er. Distrito Metropolitano: Santiago    | 47  | Ruperto Murillo Gaete              | PL      |
| 1.er. Distrito Metropolitano: Santiago    | 48  | Gregorio Amunátegui Jordán         | PL      |
| 1.er. Distrito Metropolitano: Santiago    | 49  | Roberto Barros Torres              | PL      |
| 1.er. Distrito Metropolitano: Santiago    | 50  | Humberto Mardones Valenzuela       | PR      |
| 1.er. Distrito Metropolitano: Santiago    | 51  | Domingo Durán Morales              | PR      |
| 1.er. Distrito Metropolitano: Santiago    | 52  | Carlos Vicuña Fuentes              | PSRp    |
| 1.er. Distrito Metropolitano: Santiago    | 53  | Arturo Olavarría Bravo             | PSRp    |
| 2.º. Distrito Metropolitano: Talagante    | 54  | Joaquín Walker Larraín             | PCon    |
| 2.º. Distrito Metropolitano: Talagante    | 55  | Enrique Alcalde Cruchaga           | PCon    |
| 2.º. Distrito Metropolitano: Talagante    | 56  | Eloy Rosales                       | PCon    |
| 2.º. Distrito Metropolitano: Talagante    | 57  | Juan Silva Pinto                   | PDo     |
| 2.º. Distrito Metropolitano: Talagante    | 58  | Emilio Zapata Díaz                 | PSU     |
| 3.er. Distrito Metropolitano: Puente Alto | 59  | Justiniano Sotomayor Pérez Cotapos | PR      |
| 3.er. Distrito Metropolitano: Puente Alto | 60  | Julio Pereira Larraín              | PCon    |
| 3.er. Distrito Metropolitano: Puente Alto | 61  | Luis Gardeweg Villegas             | PCon    |
| 3.er. Distrito Metropolitano: Puente Alto | 62  | Manuel Madrid Arellano             | PSRp    |
| 3.er. Distrito Metropolitano: Puente Alto | 63  | Arturo Torres Molina               | PDo     |
| Melipilla Maipo                           | 64  | Joaquín Prieto Concha              | PCon    |
| Melipilla Maipo                           | 65  | Rafael Moreno Echavarría           | PL      |
| Melipilla Maipo                           | 66  | Jorge Pereira Lyon                 | PCon    |
| Melipilla Maipo                           | 67  | Enrique Madrid Osorio              | PL      |
| Rancagua Caupolicán Cachapoal             | 68  | Rafael Yrarrázaval Correa          | PCon    |
| Rancagua Caupolicán Cachapoal             | 69  | Ignacio Aránguiz Cerda             | PCon    |
| Rancagua Caupolicán Cachapoal             | 70  | Florencio Durán Bernales           | PR      |
| Rancagua Caupolicán Cachapoal             | 71  | Armando Celis Maturana             | PL      |
| Rancagua Caupolicán Cachapoal             | 72  | Jorge Echaurren Ávalos             | PL      |
| Rancagua Caupolicán Cachapoal             | 73  | Raúl Ferrada Riquelme              | PCCh    |
| San Fernando Santa Cruz                   | 74  | Oscar Gajardo Villarroel           | PCon    |
| San Fernando Santa Cruz                   | 75  | Gustavo Errázuriz Larraín          | PCon    |
| San Fernando Santa Cruz                   | 76  | Eduardo Pompeyo Moore Montero      | PL      |
| San Fernando Santa Cruz                   | 77  | Néstor Valenzuela Valdés           | PL      |
| Curicó Mataquito                          | 78  | José Francisco Urrejola Menchaca   | PCon    |
| Curicó Mataquito                          | 79  | Leoncio Toro Muñoz                 | PCon    |
| Curicó Mataquito                          | 80  | Guillermo Correa Fuenzalida        | PL      |
| Talca Lontué                              | 81  | Mario Urrutia Gazmuri              | PCon    |
| Talca Lontué                              | 82  | Ricardo de Borja Boizard Bastidas  | PCon    |
| Talca Lontué                              | 83  | Rodolfo Armas Riquelme             | PR      |
| Talca Lontué                              | 84  | Alejandro Dussaillant Louandre     | PL      |
| Constitución Cauquenes                    | 85  | Rafael Del Río Gundián             | PL      |
| Constitución Cauquenes                    | 86  | Ruperto Pinochet Alvis             | PCon    |
| Linares Loncomilla                        | 87  | Manuel Isidoro Cruz Ferrada        | PCon    |
| Linares Loncomilla                        | 88  | Carlos Alberto del Campo Rivera    | PL      |
| Parral                                    | 89  | Zenón Manzano Esquerra             | PA      |
| Parral                                    | 90  | Eduardo Cañas Lira                 | PR      |
| Itata San Carlos                          | 91  | Aurelio Benavente Arancibia        | PR      |
| Itata San Carlos                          | 92  | Luis Felipe Terrazas               | PRS     |
| Itata San Carlos                          | 93  | Guillermo Subercaseaux Rivas       | PL      |
| Chillán Bulnes Yungay                     | 94  | José Miguel Sepúlveda Palacios     | PCon    |
| Chillán Bulnes Yungay                     | 95  | Rafael Cifuentes Lathman           | PCon    |
| Chillán Bulnes Yungay                     | 96  | José Miguel Opazo Letelier         | PL      |
| Chillán Bulnes Yungay                     | 97  | Alfonso Quintana Burgos            | PR      |
| Chillán Bulnes Yungay                     | 98  | Roberto Gómez Pérez                | PR      |
| Concepción Talcahuano Yumbel Tomé         | 99  | Abraham Romero                     | PCon    |
| Concepción Talcahuano Yumbel Tomé         | 100 | Rolando Merino Reyes               | NAP     |
| Concepción Talcahuano Yumbel Tomé         | 101 | Juan Bustos Valenzuela             | PDa     |
| Concepción Talcahuano Yumbel Tomé         | 102 | Julio Martínez Montt               | PDo     |
| Concepción Talcahuano Yumbel Tomé         | 103 | Diniosio Garrido Segura            | PDo     |
| Concepción Talcahuano Yumbel Tomé         | 104 | Pedro Pablo Vaillant               | PDo     |
| Concepción Talcahuano Yumbel Tomé         | 105 | Fernando Maira Castellón           | PR      |
| Arauco Lebu Cañete                        | 106 | Pedro Morales Vivanco              | PDo     |
| Arauco Lebu Cañete                        | 107 | Carlos Roberto Elgueta González    | PR      |
| Arauco Lebu Cañete                        | 108 | Juan Antonio Ríos Morales          | PR      |
| Arauco Lebu Cañete                        | 109 | Jorge Ebensperger Richter          | PA      |
| Laja Mulchén Angol                        | 110 | Julio René de la Jara Zúñiga       | PL      |
| Laja Mulchén Angol                        | 111 | Juan Antonio Coloma Mellado        | PCon    |
| Laja Mulchén Angol                        | 112 | Carlos Cifuentes Sobarzo           | PDo     |
| Laja Mulchén Angol                        | 113 | Alejandro Serani Burgos            | PDo     |
| Laja Mulchén Angol                        | 114 | José Osorio Navarrete              | PR      |
| Laja Mulchén Angol                        | 115 | Alberto Moller Bordeu              | PR      |
| Traiguén Victoria Lautaro                 | 116 | Oscar Chanks Camus                 | PDa     |
| Traiguén Victoria Lautaro                 | 117 | Arturo Huenchullán Medel           | PDo     |
| Traiguén Victoria Lautaro                 | 118 | José Manuel Huerta Maturana        | PL      |
| Traiguén Victoria Lautaro                 | 119 | Manuel Uribe Barra                 | PR      |
| Temuco Imperial Villarrica                | 120 | Armando Zúñiga Dueñas              | PDa     |
| Temuco Imperial Villarrica                | 121 | Aníbal Gutiérrez Romero            | PDa     |
| Temuco Imperial Villarrica                | 122 | Saturio Indalicio Bosch Vargas     | PDa     |
| Temuco Imperial Villarrica                | 123 | Rudecindo Ortega Mason             | PR      |
| Temuco Imperial Villarrica                | 124 | Cristiano Becker Valdevellano      | PR      |
| Temuco Imperial Villarrica                | 125 | Ramón Olave Acuña                  | PR      |
| Temuco Imperial Villarrica                | 126 | Manuel Bart Herrera                | PA      |
| Temuco Imperial Villarrica                | 127 | Fortunato Navarro Herrera          | PA      |
| Temuco Imperial Villarrica                | 128 | Fernando Varas Contreras           | PCon    |
| Valdivia La Unión Osorno                  | 129 | Oscar Casanova Ojeda               | PDo     |
| Valdivia La Unión Osorno                  | 130 | Alberto González Quiroga           | PDo     |
| Valdivia La Unión Osorno                  | 131 | Rodrigo Aburto Oróstegui           | PCon    |
| Valdivia La Unión Osorno                  | 132 | Alfredo Duhalde Vásquez            | PR      |
| Valdivia La Unión Osorno                  | 133 | Pedro Castelblanco Agüero          | PR      |
| Valdivia La Unión Osorno                  | 134 | Pelegrin Mesa Loyola               | PR      |
| Valdivia La Unión Osorno                  | 135 | Carlos Acharán Pérez de Arce       | PL      |
| Valdivia La Unión Osorno                  | 136 | Maximiliano Becerra Mera           | PL      |
| Llanquihue Aysén                          | 137 | Juan de Dios Ampuero García        | PDo     |
| Llanquihue Aysén                          | 138 | Luis Antonio Silva Silva           | PCon    |
| Llanquihue Aysén                          | 139 | Ernesto Hein Holmberg              | PL      |
| Ancud Castro                              | 140 | Jorge Urzúa Urzúa                  | PR      |
| Ancud Castro                              | 141 | Enrique Lyon Otaegui               | PR      |
| Ancud Castro                              | 142 | Juan Rafael del Canto Medán        | PLD     |
| Magallanes                                | 143 | Manuel Chaparro Ruminot            | PRM     |

#### Presidentes de la Cámara de Diputados
| Inicio              | Término             | Presidente | Presidente              | Partido | Partido |
| ------------------- | ------------------- | ---------- | ----------------------- | ------- | ------- |
| 9 de marzo de 1933  | 10 de julio de 1933 |            | Gabriel González Videla |         | PR      |
| 10 de julio de 1933 | 22 de mayo de 1935  |            | Gustavo Rivera Baeza    |         | PL      |
| 22 de mayo de 1935  | 15 de mayo de 1937  |            | Samuel Guzmán García    |         | PL      |

## Elección delSenado

### Listado de senadores 1933-1937
En esta elección se renovaron los 45 senadores, por estar reabriéndose el Congreso Nacional, tras los altercados revolucionarios de los años previos. Por lo tanto se escogieron todos los senadores para cada escaño, por períodos diferentes.
Aquellas celdas no remarcadas, corresponde a aquellos senadores electos por medio período 1933-1937, siendo renovados cuatro años más tarde. Por otro lado, las celdas de color oscuro, corresponden a los senadores electos por el período completo de ocho años 1933-1941.
| Provincias                 | N° | Senador                         | Partido |
| -------------------------- | -- | ------------------------------- | ------- |
| Tarapacá Antofagasta       | 1  | Aurelio Núñez Morgado           | PRS     |
| Tarapacá Antofagasta       | 2  | Jorge Wachholtz Araya           | PRS     |
| Tarapacá Antofagasta       | 3  | Luis Bustamante Cordero         | PRS     |
| Tarapacá Antofagasta       | 4  | Manuel Hidalgo Plaza            | PRS     |
| Tarapacá Antofagasta       | 5  | Alberto Cabero Díaz             | PR      |
| Atacama Coquimbo           | 6  | Abraham Gatica Silva            | PL      |
| Atacama Coquimbo           | 7  | Guillermo Portales Vicuña       | PL      |
| Atacama Coquimbo           | 8  | Rodolfo Michels Cabero          | PR      |
| Atacama Coquimbo           | 9  | Nicolás Marambio Montt          | PR      |
| Atacama Coquimbo           | 10 | Aquiles Concha Stuardo          | PDa     |
| Aconcagua Valparaíso       | 11 | Octavio Señoret Silva           | PR      |
| Aconcagua Valparaíso       | 12 | Francisco Montané Urrejola      | PCon    |
| Aconcagua Valparaíso       | 13 | Álvaro Santa María Cerveró      | PL      |
| Aconcagua Valparaíso       | 14 | Enrique Bravo Ortiz             | PSRp    |
| Aconcagua Valparaíso       | 15 | Hugo Grove Vallejo              | NAP     |
| Santiago                   | 16 | Pedro León Ugalde Naranjo       | PR      |
| Santiago                   | 17 | Juan Pradenas Muñoz             | PDo     |
| Santiago                   | 18 | Rafael Luis Gumucio Vergara     | PCon    |
| Santiago                   | 19 | Horacio Walker Larraín          | PCon    |
| Santiago                   | 20 | Eugenio Matte Hurtado           | NAP     |
| Cachapoal Colchagua Curicó | 21 | Arturo Dagnino Olivieri         | PR      |
| Cachapoal Colchagua Curicó | 22 | Fidel Segundo Estay Cortés      | PDo     |
| Cachapoal Colchagua Curicó | 23 | Héctor Rodríguez de la Sotta    | PCon    |
| Cachapoal Colchagua Curicó | 24 | José Exequiel González Cortés   | PCon    |
| Cachapoal Colchagua Curicó | 25 | Oscar Valenzuela Valdés         | PL      |
| Talca Linares Maule        | 26 | Aurelio Meza Rivera             | PR      |
| Talca Linares Maule        | 27 | Ernesto Cruz Concha             | PCon    |
| Talca Linares Maule        | 28 | Maximiano Errázuriz Valdés      | PCon    |
| Talca Linares Maule        | 29 | Pedro Opazo Letelier            | PL      |
| Talca Linares Maule        | 30 | Ignacio Urrutia Manzano         | PL      |
| Ñuble Concepción Biobío    | 31 | Guillermo Azócar Álvarez        | PRS     |
| Ñuble Concepción Biobío    | 32 | Luis Álamos Barros              | PR      |
| Ñuble Concepción Biobío    | 33 | Ignacio Martínez Urrutia        | PR      |
| Ñuble Concepción Biobío    | 34 | Raúl Puga Monsalve              | PDo     |
| Ñuble Concepción Biobío    | 35 | Tomás Cox Méndez                | PCon    |
| Arauco Malleco Cautín      | 36 | Hernán Alfonso Figueroa Anguita | PR      |
| Arauco Malleco Cautín      | 37 | Darío Barrueto Molinet          | PR      |
| Arauco Malleco Cautín      | 38 | Artemio Gutiérrez Vidal         | PDo     |
| Arauco Malleco Cautín      | 39 | Virgilio Jesús Morales Vivanco  | PDa     |
| Arauco Malleco Cautín      | 40 | Romualdo Silva Cortés           | PCon    |
| Valdivia Llanquihue Chiloé | 41 | Alfonso Bórquez Pérez           | PR      |
| Valdivia Llanquihue Chiloé | 42 | Carlos Haverbeck Richter        | PR      |
| Valdivia Llanquihue Chiloé | 43 | Alejandro Rozas Lopetegui       | PDa     |
| Valdivia Llanquihue Chiloé | 44 | Alejo Lira Infante              | PCon    |
| Valdivia Llanquihue Chiloé | 45 | José Maza Fernández             | PL      |

#### Presidentes del Senado
| Inicio              | Término             | Presidente | Presidente              | Partido | Partido |
| ------------------- | ------------------- | ---------- | ----------------------- | ------- | ------- |
| 9 de marzo de 1933  | 31 de mayo de 1933  |            | Alberto Cabero Díaz     |         | PR      |
| 31 de mayo de 1933  | 22 de mayo de 1934  |            | Ignacio Urrutia Manzano |         | PL      |
| 22 de mayo de 1934  | 31 de julio de 1935 |            | Nicolás Marambio Montt  |         | PR      |
| 31 de julio de 1935 | 2 de junio de 1936  |            | Ignacio Urrutia Manzano |         | PL      |
| 2 de junio de 1936  | 15 de mayo de 1937  |            | José Maza Fernández     |         | PL      |